# Benidorm (Gerichtsbezirk)
Der Gerichtsbezirk Benidorm ist einer der 13 Gerichtsbezirke in der spanischen Provinz Alicante.
Der Bezirk umfasst 4 Gemeinden auf einer Fläche von 134,45 km² mit dem Hauptquartier in Benidorm.

## Gemeinden
| Gemeinde                | Einwohner (2024) | Fläche km² | Dichte Einw./km² | Cod INE | Postleitzahl |
| ----------------------- | ---------------- | ---------- | ---------------- | ------- | ------------ |
| L’Alfàs del Pi          | 20.160           | 19,26      | 1.047            | 03011   | 03580, 03581 |
| Altea                   | 23.963           | 34,43      | 696              | 03018   | 03590        |
| Benidorm                | 74.663           | 38,51      | 1.939            | 03031   | 03501–03503  |
| Finestrat               | 9.352            | 42,25      | 221              | 03069   | 03500, 03509 |
| Gerichtsbezirk Benidorm | 128.138          | 134,45     | 953              | –       | –            |